# Junta (spil)
 For alternative betydninger, se Junta (flertydig). (Se også artikler, som begynder med Junta)
Brætspillet Junta er designet af Vincent Tsao, Eric Goldberg og Ben Grossman og blev første gang udgivet af Creative Wargames Workshop i 1978. Det er senere blevet overtaget af West End Games. Den seneste udgave af spillet udkom i 2005.
Spillet har sit navn fra det spanske ord junta, der betyder militærdiktatur, og som var den typiske regeringsform efter et militærkup, som man så det flere gange i Latinamerika i det 20. århundrede.
Junta foregår bogstaveligt talt i en bananrepublik, nærmere bestemt La Republica de Las Bananas, hvor spillerne repræsenterer de styrende familier i landet. De kæmper om at få magten og stikke så mange penge fra ulandsstøtten ind på hver deres schweiziske bankkonto som muligt. Budgettet lægges af præsidenten, som vælges af spillerne ud fra, hvor mange stemmer de kontrollerer i parlamentet. Det er tilfældigt og hemmeligt, hvor meget støtte landet får. Præsidenten skal så forsøge at tilfredsstille tilstrækkeligt mange til, at han kan beholde magten, ellers risikerer han et kup, hvor modstanderne af hans styre erklærer sig som "rebeller" og forsøger at etablere en junta (deraf spillets navn).
Kupforsøgene er den del af spillet, der tager længst tid, og jo flere der er, desto længere tid tager et spil. Kuppene er også den eneste del af spillet, hvor der kræves en egentlig spilleplade, idet spillet i denne fase er et krigsspil, hvor der slås med terninger osv., og hvor det er vinderen, som vælger den nye præsident.
En væsentlig del af spillet er røverier og snigmord, hvor man forsøger at ramme en modstander og tage hans penge og indflydelse, og henrettelser (efter et kup). Hvis man mister livet, er man dog ikke ude af spillet, man må blot vente på, at et nyt familiemedlem kan komme ind i spillet. Man mister dog de penge og indflydelseskort, man har på hånden.
Blandingen af krigsspil, samarbejdsspil, intriger, diplomati mv. har givet Junta en kultstatus, men måske har den til tider meget lange spilletid forhindret et større gennembrud.